# Покровка (Федоровський район)
Покро́вка (рос. Покровка, башк. Покровка) — присілок у складі Федоровського району Башкортостану, Росія. Адміністративний центр Покровської сільської ради.
Населення — 195 осіб (2010; 186 в 2002).
Національний склад:
- росіяни — 80%